# Hexosen
Hexosen sind Monosaccharide, deren Kohlenstoffgrundgerüst sechs Kohlenstoff-Atome enthält. Sie haben alle die Summenformel C6H12O6 und unterscheiden sich durch die Art der Carbonyl-Funktionsgruppe. Handelt es sich um eine Ketogruppe, spricht man von Ketohexosen, bei einer Aldehydgruppe nennt man sie Aldohexosen. Die übrigen Kohlenstoffatome in der Struktur tragen Hydroxygruppen. Die bekanntesten Vertreter der Hexosen sind Glucose (eine Aldohexose) und Fructose (eine Ketohexose). Weiterhin sind D-Galactose und D-Mannose in der Natur sehr wichtig, industriell ist die L-Sorbose für die Vitamin-C-Synthese von Interesse. In der Systematik der Kohlenhydrate sind Aldohexosen und Ketohexosen wiederum Untergruppen der Aldosen beziehungsweise der Ketosen.

## Aldohexosen

Glucose: Zusammenhang zwischen Fischer- und Haworth-Projektion

Die Aldohexosen besitzen vier chirale Zentren, es gibt daher 16 Stereoisomere ({\displaystyle 2^{4}}). In der Natur kommen nur D-Glucose, D-Galactose und D-Mannose in größeren Mengen vor. D-Talose kommt als Bestandteil der antibiotisch wirkenden und von Streptomyceten gebildeten Hygromycine vor. Die D/L-Konfiguration bezieht sich bei den Aldohexosen stets auf die Position der OH-Gruppe am 5. C-Atom und hat keinen Bezug auf das Vorzeichen [(+) oder (−)] des Drehwertes α.

### Alle Aldohexosen in Fischer-Projektion

Allose
Altrose
Glucose
Mannose
Gulose
Idose
Galactose
Talose

Haworth-Projektionen der Furanose- und Pyranose-Formen der Glucose

Die Namen der Aldohexosen kann man sich mit folgender Eselsbrücke leicht merken: „Alle Alten Gänse Möchten Gern Im Garten Tanzen“, wobei die Anfangsbuchstaben der Spruchwörter denen der Aldohexosen entsprechen (wahlweise auch „Glucken“ statt „Gänse“, dann ist die Verwechslungsgefahr bei den mit G beginnenden Zuckern geringer, „Gut“ statt „Gern“ nimmt engeren Bezug zur Gulose. Also: Alle Alten Glucken Mögen Gut Im Garten Tanzen).
Durch eine intramolekulare Halbacetal-Bildung stehen diese offenkettigen Moleküle im Gleichgewicht mit der sechsgliedrigen Pyranose- bzw. fünfgliedrigen Furanoseform. Die Pyranosen besitzen eine Sauerstoffbrücke zwischen dem 1. und dem 5., die Furanosen zwischen dem 1. und dem 4. C-Atom. Das Sauerstoffatom der Aldehydgruppe wird zur Hydroxygruppe. Dadurch entsteht ein weiteres Chiralitätszentrum. Die beiden resultierenden Konfigurationsisomere nennt man „Anomere“, sie werden durch vorangestelltes α- bzw. β- unterschieden.

## Ketohexosen
Die Ketohexosen (synonym Hexulosen) besitzen drei chirale Zentren, es gibt daher acht Stereoisomere ({\displaystyle 2^{3}}). Die D/L-Konfiguration bezieht sich ebenfalls auf die Position der OH-Gruppe am 5. C-Atom und hat keinen Einfluss auf die Richtung der optischen Aktivität. In der Natur kommen nur die vier D-Isomere vor. Eine weitere Hexulose (genauer Desoxy-Hexulose) ist die Fuculose (6-Desoxy-tagatose).

### Alle Ketohexosen in Fischer-Projektion

Psicose
Fructose
Sorbose
Tagatose